# Диариуш Афанасия Филипповича
«Диариуш» (др.-рус. Діаріушъ, дневник) — публицистический извод (по М. Добрынину — автобиографическая полемическая повесть, по С. Гаранину — исповедь-проповедь) брестского игумена Афанасия Филипповича, который состоит из 17 информационных фрагментов, два из которых написаны после смерти священника. Текст самого Афанасия состоит из 10 самостоятельных произведений, написанных в 1638—1646 годах и объединённых пятью вставками.

## Описание
В произведении объединены в одно целое дорожные и объяснительные записки автора, его воспоминания, дневники и автобиографический очерк о прожитом и пережитом, легенды и мистические видения, послания и письма А. Филиповича, его обличительные речи, конспективные наброски отдельных статей, философские трактаты богословского характера, стихи, посвященные борьбе, и даже напев гимноподобного канта — одна из наиболее ранних нотных записей в белорусской музыке.
В текст входят произведения: «История путешествия в Москву», «Первая суплика», «Пояснительная записка суду духовной консистории», «Новости правоверным желательные…», «Фундамент беспорядка римского костела», «Третья суплика», «Подготовка к суду», «Наставление королю», «О церковном фундаменте», «Причины поступка». В приложении помещены произведения, написанные после смерти А. Филипповича монахами брестского Симеоновского монастыря: «Про славную смерть… Афанасия Филипповича» и «Надгробье Афанасия Филипповича».

## История. Переводы
«Диариуш» А. Филипповича написан в переходный и переломный для религиозной борьбы время и стоит на пограничье полемической и мемуарной литературы. Произведение определяется открытой тенденциозностью, политической и религиозной заостренностью, пафосностью, насыщенностью общественно-политическим содержанием и агитационностью. Автор сознательно подошел к определению собственного произведения как «Диариуш», так как произведение содержит собственно автобиографический мемуарный очерк, кроме того, общественно-политические сюжеты в нём изложены в виде примеров из личной жизни или в форме собственных рассуждений. В «Диариуше» сочетаются элементы барокко, готической поэтики и реализма, неоднородная композиция и язык произведения — местами почти разговорный, местами усложненный и запутанный с многочисленными полонизмами и старославянизмами.
На белорусский язык «Диариуш» переводили Иван Саверченко (Родное слово, № 1, 2003) и С. Веретило (Пламя, № 1, 2002).